# Weltweite automatisierte Massenüberwachung
Dieser Artikel beschreibt die weltweite automatisierte Massenüberwachung in der globalen Überwachungs- und Spionageaffäre 2013.

## Situation nach Staat

### Vereinigte Staaten

Die „Fünf Augen“ von Australien, Kanada, Neuseeland, dem Vereinigten Königreich und den Vereinigten Staaten

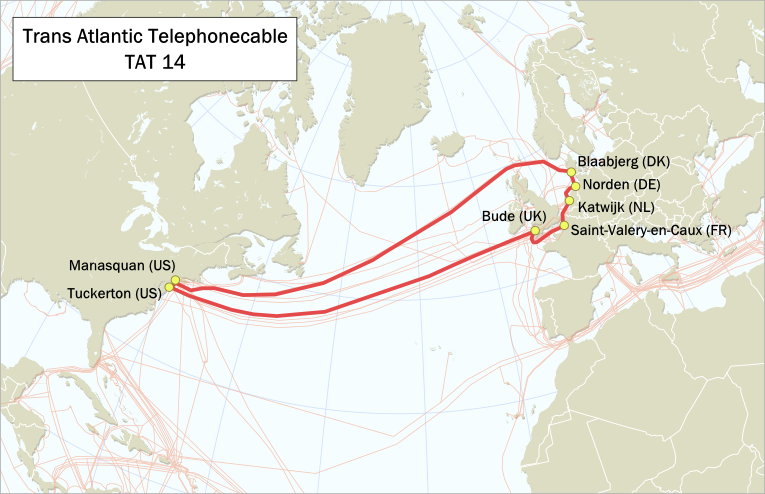
Lage und Landepunkte des transatlantischen Seekabels TAT-14

Lage und Landepunkte des SEA-ME-WE 3-Seekabels

Lage und Landepunkte des SEA-ME-WE 4-Seekabels

Routen und Landepunkte des SEA-ME-WE 5-Seekabels

Das Utah Data Center, gelegen im Camp Williams südlich der Stadt Bluffdale in Utah, ist ein im Bau befindliches Fusion Center der United States Intelligence Community (IC). Bauherr der Einrichtung ist die NSA. Die genaue Bestimmung der Anlage wird geheim gehalten, sie soll die Comprehensive National Cybersecurity Initiative (CNCI) unterstützen. Der Speicherplatz der Anlage variiert je nach Angaben zwischen einem Yottabyte (1 YB = 1024 Byte; das entspricht beim genannten Anlagenpreis ca. 0,17 cent pro Terabyte, Quelle: Der Spiegel), 5 Zettabyte (1 ZB = 1021 Byte = 1 Milliarde Terabyte; Quelle: NPR) oder nur ca. 3–12 Exabyte (1 EB = 1018 Byte = 1 Million Terabyte; mit einem Preis von ca. 170 Dollar pro Terabyte, Quelle: Forbes). Umgerechnet auf die Weltbevölkerung entspräche dies einem Datenvolumen von etwa 140 Gigabyte bis 1,4 Megabyte pro Person. Damit wird der Schritt in die komplette Überwachung und Speicherung der weltweiten Kommunikation möglich.
Die Datenmenge, die derzeit im Rahmen der US-Überwachung anfällt, beträgt 29 Petabytes pro Tag.
In den Vereinigten Staaten ordnete das geheim tagende FISA-Gericht an, dass der Telekomkonzern Verizon Communications, aufgrund des USA PATRIOT Act, alle Metadaten seiner US-Kunden an die NSA übergeben muss. Diese Anordnung wird jeweils für 90 Tage ausgestellt und routinemäßig verlängert. Es ist nicht bekannt, ob ähnliches für weitere Telekomkonzerne verfügt wurde. Mit der Entscheidung vom 29. August 2013 stellte das Gericht fest, dass die Weitergabe derartiger Daten nicht gegen die US-Verfassung verstößt und keine Durchsuchung und kein richterlicher Beschluss dazu notwendig ist.
2010 begann die NSA nach Angaben der New York Times Soziale Netzwerke aus gesammelten US-Metadaten und Daten der Auslandsüberwachung aus öffentlichen, kommerziellen und anderen Quellen zu erstellen. Das Ziel war Zusammenhänge zwischen US-Amerikanern und Zielpersonen im Ausland aufzudecken.
Im November 2013 wurde bekannt, dass die NSA weltweit 50.000 Rechnernetze mit Schadsoftware infiltriert hat und sich das Ziel gesetzt hat, bis Ende 2013 Zugriff auf 85.000 Systeme zu haben.

### Brasilien
Die NSA soll sich laut einem Bericht der brasilianischen Zeitung O Globo „über Jahre und systematisch“ Zugang zum brasilianischen Telekommunikationsnetz verschafft haben. Millionen von E-Mails und Telefongesprächen seien angezapft worden, heißt es in einem Artikel, den der Guardian-Journalist Glenn Greenwald gemeinsam mit Reportern von O Globo verfasste. Das Datenvolumen sei konstant und von großem Ausmaß, wodurch Brasilien in Lateinamerika heraussticht. Brasilien beschloss als Reaktion auf die US-amerikanischen Abhöraktivitäten die Vereinten Nationen (UNO) anzurufen. Ziel ist eine Initiative zum besseren Schutz der Privatsphäre von Internetnutzern. Es ist aber nicht klar, ob die NSA ein gesteigertes Interesse an brasilianischen Daten hat oder ob Brasilien nur der Ort ist, wo die Daten an die NSA übergehen, da Brasilien ein wichtiger internationaler Knotenpunkt von Telekommunikations-Seekabeln ist und eine Satellitenabhörstation nahe der Hauptstadt Brasília angesiedelt ist.

### Frankreich

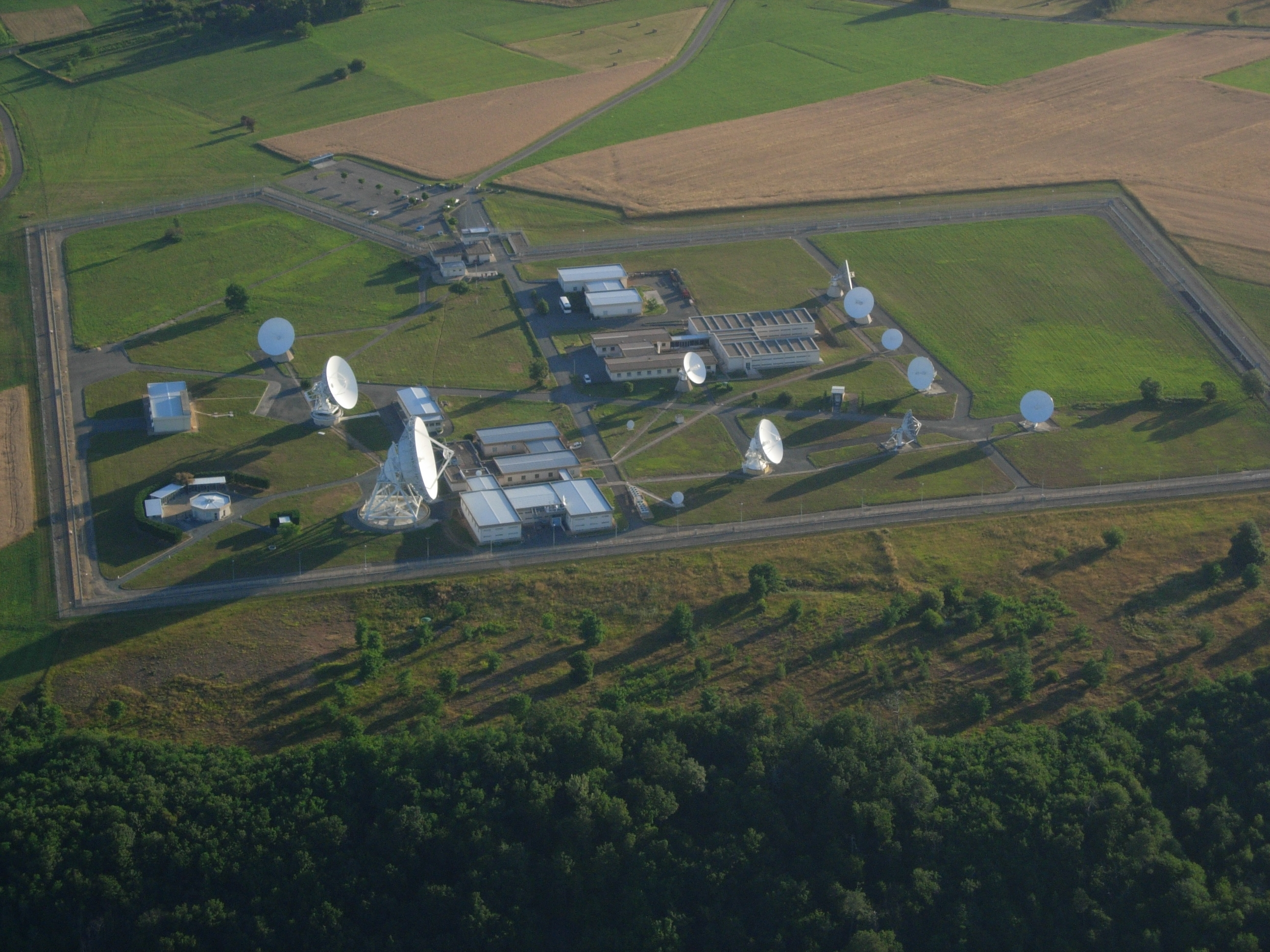
SIGINT-Anlage des DGSE in Domme im Südwesten Frankreichs, die zum Frenchelon-Programm gehört

Die französische Tageszeitung Le Monde berichtete im Juli 2013, dass der französische Auslandsnachrichtendienst Direction Générale de la Sécurité Extérieure (DGSE) in großem Umfang Metadaten über die elektronische Kommunikation und die Internetnutzung der Franzosen aufzeichnet, speichert und französischen Behörden und anderen französischen Nachrichtendiensten zugänglich macht. Frankreich hat – laut den Dokumenten von Edward Snowden – mit den „Five Eyes“ vor einiger Zeit ein Kooperationsabkommen unter dem Codenamen „Lustre“ geschlossen und soll nach Einschätzung der Süddeutschen Zeitung systematisch Informationen an diese liefern. Ende Oktober 2013 wurde durch die Dokumente von Edward Snowden bekannt, dass die NSA an Überwachungsdaten aus Frankreich gekommen war. Dies rief großen Protest in Frankreich hervor. Wenige Tage später sagte der Direktor der NSA im US-Kongress aus, dass die 70 Millionen Telefongespräche, die zwischen Dezember 2012 und Januar 2013 aufgezeichnet wurden, von französischen Geheimdiensten außerhalb des Landes gesammelt und mit der NSA geteilt worden waren.

### Spanien
Neben der Ausspähung von Mitgliedern der spanischen Regierung wurden von Dezember 2012 bis Ende Januar 2013 auch die Daten von 60,5 Millionen Telefongesprächen sowie weitere persönliche Daten aus Internet- und E-Mail-Diensten, Facebook und Twitter von der NSA gesammelt.
Keith B. Alexander, Direktor der NSA, sagte im US-Kongress, dass die Massendaten von spanischen Geheimdiensten außerhalb des Landes gesammelt und mit der NSA geteilt worden waren.

### Deutschland
Technische Aufklärung ist fester Bestandteil der US-Dienste in der BRD. Schon zur Gründungszeit der BRD wurde zu diesem Zweck ein Verbund von Partnerdiensten aufgebaut. Bereits Adenauer unterschrieb einen Überwachungsvorbehalt, der den ehemaligen Besatzungsmächten weiterhin das Recht einräumte, den in- und ausländischen Post- und Fernmeldeverkehr zu kontrollieren. Unter den deutschen Diensten war für diese Praxis schon immer der BND Hauptpartner; 1993 erhielt er das ausschließliche Recht zum Informationsaustausch mit den Partnerdiensten. Das Nachrichtenmagazin Der Spiegel schrieb im Februar 1989: Vier Jahre, nachdem George Orwell seine Dystopie 1984 niedergeschrieben hatte, im Jahr 1952, wurde von der US-Regierung eine geheime Organisation von Orwell’schem Format gegründet, die fortan in Europa, von alliierten Sonderrechten ermächtigt, weitgehend nach eigenem Gutdünken operieren konnte. Das Fernmeldegeheimnis gelte in der BRD nichts: „Wer immer zwischen Nordsee und Alpen zum Telefonhörer greift, muss gewärtig sein, dass auch die NSA in der Verbindung ist – Freund hört mit.“ Dass auf westdeutschem Boden „offenbar mit Wissen und Billigung der Bundesregierung jeder Piepser abgehört wird“, gelte unter Geheimdienstexperten als sicher.
Bei der weltweiten verdachtsunabhängigen Überwachung der elektronischen Sprach- und Datenkommunikation ist Deutschland heute ein wichtiger Partner der NSA und der sie unterstützenden US-Unternehmen. Gleichzeitig werden die Deutschen von den westlichen Partnern überwacht. Der Spiegel schreibt: „Aus einer vertraulichen Klassifizierung geht hervor, dass die NSA die Bundesrepublik zwar als Partner, zugleich aber auch als Angriffsziel betrachtet. Demnach gehört Deutschland zu den sogenannten Partnern dritter Klasse. Ausdrücklich ausgenommen von Spionageattacken sind nur Kanada, Australien, Großbritannien und Neuseeland, die als Partner zweiter Klasse geführt werden. ‚Wir können die Signale der meisten ausländischen Partner dritter Klasse angreifen – und tun dies auch‘, heißt es in einer Präsentation.“

#### NSA-Standorte in Deutschland
Seit 1952 befand sich in der oberbayerischen Stadt Bad Aibling eine von der NSA betriebene Abhörstation (Bad Aibling Station). Die Anlage wurde auch von britischen und deutschen Geheimdiensten mitgenutzt und im Jahr 2004 auf Druck der Europäischen Union geschlossen, einzelne Abteilungen wurden nach Darmstadt in den Dagger Complex und auf den August-Euler-Flugplatz bei Griesheim verlegt. Teile der Einrichtungen werden heute vom Bundesnachrichtendienst, dessen Fernmeldeverkehrstelle in einer benachbarten Bundeswehrkaserne stationiert ist, weiterbetrieben. Nach Angaben von Edward Snowden „unterhalten NSA-Abhörspezialisten auf dem Gelände der Mangfall-Kaserne in Bad Aibling eine eigene Kommunikationszentrale und eine direkte elektronische Verbindung zum Datennetz der NSA.“
Am 7. Juli wies der Spiegel darauf hin, dass die Streitkräfte der Vereinigten Staaten in Wiesbaden das Consolidated Intelligence Center (deutsch: „Vereinigtes Nachrichtendienstliches Zentrum“) bauen, das nach Fertigstellung Ende 2015 auch von der NSA genutzt werden solle. Auch das Personal des Dagger-Komplexes soll hierhin verlegt werden. Dazu gehören etwa 1100 „Intelligence Professionals“ und „Special Security Officers“.

#### Zusammenarbeit von Bundesnachrichtendienst und NSA

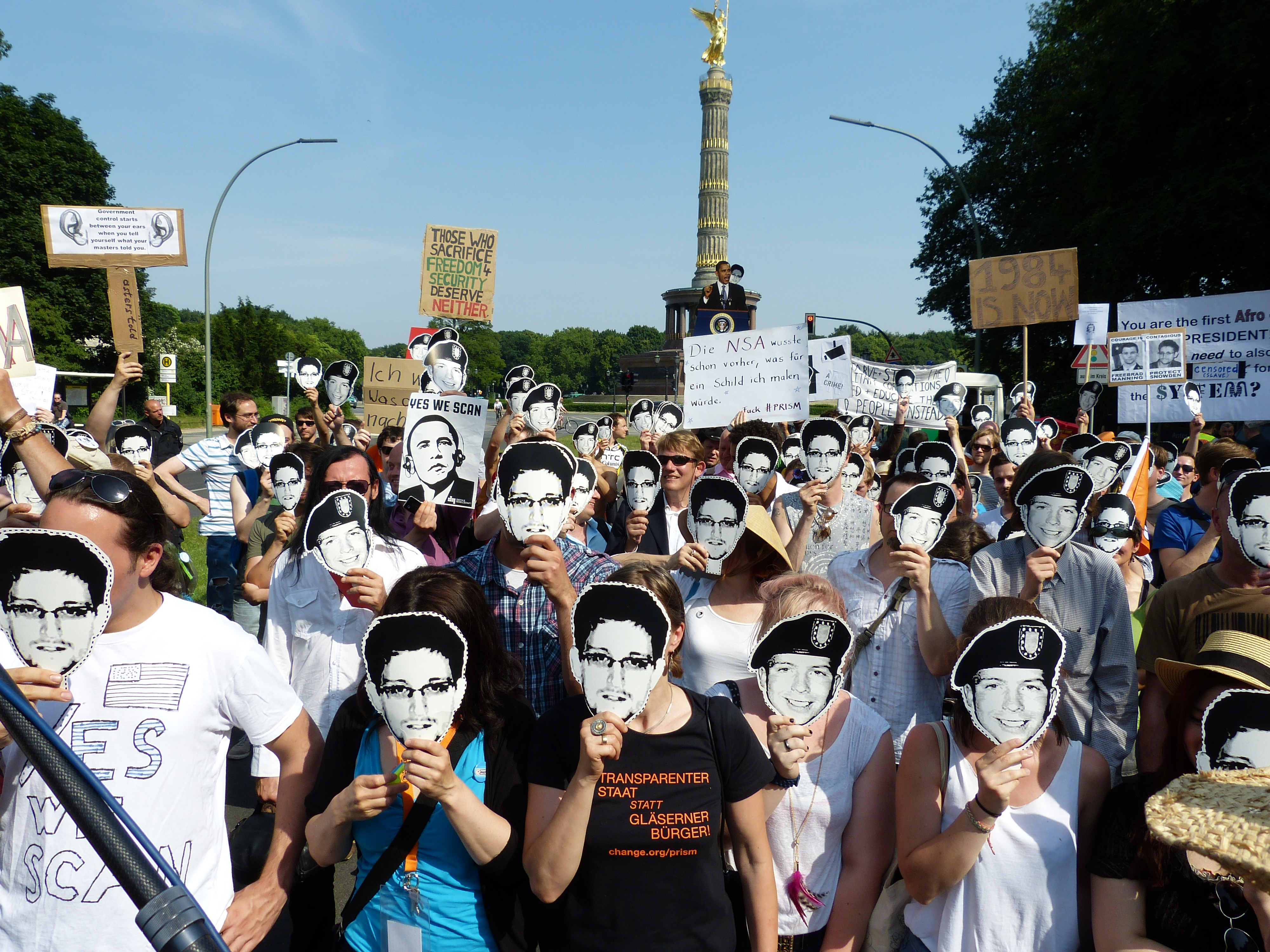
Demo der Piratenpartei gegen PRISM während des Berlin-Besuchs von US-Präsident Barack Obama im Juni 2013

Weiterhin berichtet der Spiegel, der Bundesnachrichtendienst (BND) übermittele in großem Umfang Metadaten aus der eigenen Fernmeldeaufklärung an den amerikanischen Geheimdienst NSA. Unter Metadaten sind prinzipiell Verbindungsdaten zu Telefonaten, E-Mails, SMS und Chatbeiträgen zu verstehen – zum Beispiel, wann welcher Anschluss mit welchem Anschluss wie lange verbunden war. Laut einer Statistik, die der Spiegel einsehen konnte, werden an normalen Tagen bis zu 20 Millionen Telefonverbindungen und um die 10 Millionen Internetdatensätze, die aus Deutschland kommen, gespeichert. Im Dezember 2012 sollen es rund 500 Millionen Metadaten gewesen sein, die in Bad Aibling erfasst wurden. An Spitzentagen wie dem 7. Januar 2013 sammelte die NSA rund 60 Millionen Telefonverbindungen in Deutschland.
Der deutsche Auslandsgeheimdienst hatte diese Weitergabe eingestanden, versicherte aber, dass diese Daten vorher um eventuell enthaltene personenbezogene Daten deutscher Staatsbürger „bereinigt“ werden. Der Zeit zufolge werden dazu etwa alle E-Mail-Adressen mit der Endung .de sowie alle Telefonnummern mit der Landeskennung +49 ausgefiltert. Die Befugnisse des deutschen Auslandsgeheimdienstes sind im Wesentlichen in zwei Gesetzen geregelt: Dem sogenannten Artikel 10-Gesetz und dem BND-Gesetz.
Am 28. April 2002 wurde ein „Memorandum of Agreement“ zwischen dem BND und der NSA zur zukünftigen Zusammenarbeit über die Einrichtung einer gemeinsamen SIGINT-Stelle in Bad Aibling geschlossen, wobei der genaue Inhalt geheim ist. Dies geschah etwa zeitgleich mit weiteren deutschen Gesetzesänderungen im Rahmen des deutschen Beitrags zum US-amerikanischen Krieg gegen den Terror. Dieses Abkommen ist die aktuelle Grundlage für die Zusammenarbeit zwischen BND und NSA.
Nach Recherchen des NDR und der Süddeutschen Zeitung werden Aussagen von Asylbewerbern über die Sicherheitslage in ihren Heimatländern von deutschen Geheimdienstlern der „Hauptstelle für Befragungswesen“ (HBW) (eine Einrichtung, die eng mit dem Bundesnachrichtendienst zusammenarbeitet und direkt dem Kanzleramt unterstellt ist) gesammelt und dann vom BND an die Militärgeheimdienste der USA und Großbritanniens weitergegeben. Dort fließen sie auch in die Zielerfassung für US-Tötungsaktionen mit Kampfdrohnen in Krisengebieten wie Somalia oder Irak ein.

#### Zusammenarbeit von Verfassungsschutz und NSA
Einem Bericht der Süddeutschen Zeitung vom 13. September 2013 zufolge liefert das Bundesamt für Verfassungsschutz (BfV) regelmäßig vertrauliche Daten an die NSA und arbeitet mit acht weiteren US-Diensten zusammen. Laut einem vertraulichen Papier übermittelte das Bundesamt im Jahr 2012 864 Datensätze an die NSA. Im Gegenzug erhielt das BfV in den letzten vier Jahren 4700 Verbindungsdaten. Derzeit teste der BfV die Überwachungssoftware XKeyscore. Die Süddeutsche Zeitung schreibt: „Sollte der Geheimdienst das Programm im Regelbetrieb nutzen, hat sich das BfV verpflichtet, alle Erkenntnisse mit der NSA zu teilen.“ Dies hatte BfV-Präsident Hans-Georg Maaßen der NSA zugesichert. Außerdem soll es regelmäßige Treffen zwischen Vertretern der NSA und dem BfV geben. Ein NSA-Mitarbeiter treffe sich zum Informationsaustausch angeblich wöchentlich mit deutschen Geheimdienstmitarbeitern in der „BfV-Liegenschaft Treptow“. Weiterhin sollen sich Analysten des BfV mehrmals mit ihren amerikanischen Kollegen im US-Stützpunkt Dagger Complex in Darmstadt getroffen haben. Das Parlamentarische Kontrollgremium des Deutschen Bundestags soll „vollumfänglich“ informiert gewesen sein.

#### Analytische Tätigkeiten von US-Unternehmen
Die Bekanntmachung der deutsch-amerikanischen Vereinbarung über die Gewährung von Befreiungen und Vergünstigungen an die Unternehmen „Lockheed Martin Integrated Systems, Inc.“ und „Booz Allen Hamilton, Inc.“ wurde am 12. Februar 2009 verkündet (BGBl. II S. 110). Rechtsgrundlage für die Vereinbarung war Artikel 72 Absatz 4 des Zusatzabkommens zum NATO-Truppenstatut.
In der Drucksache 17/5586 Antwort der Bundesregierung auf die Kleine Anfrage der Abgeordneten Paul Schäfer (Köln) et al. vom 14. April 2011 bestätigte die Bundesregierung, dass im Zeitraum Januar 2005 bis Februar 2011 292 US-Unternehmen Vergünstigungen auf Grundlage des Zusatzabkommens zum NATO-Truppenstatut eingeräumt wurden. Bei den Vergünstigungen handelt es sich um Befreiungen von den deutschen Vorschriften über die Ausübung von Handel und Gewerbe, ausgenommen Vorschriften des Arbeitsschutzrechts.
Der IT-Dienstleister Computer Sciences Corporation (CSC), der unter anderem Auftragnehmer der CIA und NSA ist sowie in Entführungen und Folterungen verwickelt war, unterhält in Deutschland die Tochterfirma CSC Deutschland Solutions GmbH mit Hauptsitz in Wiesbaden. Dieses erhielt seit den 1990er Jahren Aufträge von Bundesministerien in einem Gesamtvolumen von ca. 300 Mio. Euro und dabei Zugriff auf sensible Daten. Neben dem Projekt De-Mail, das laut Bundesregierung eine sichere Kommunikation mit Behörden erlauben soll, war CSC Deutschland am Aufbau des nationalen Waffenregisters, bei der Überprüfung des Staatstrojaners und der Einführung des neuen Personalausweises beteiligt. Weder CSC Deutschland noch das Bundesministerium des Innern wollten sich zu einer möglichen Weitergabe von deutschen (Staatsbürger)-Daten durch CSC Deutschland über CSC an US-amerikanische Dienst im November 2013 äußern.

### Weitere
Die von Edward Snowden enthüllte Staatenallianz („Five Eyes“), die seit spätestens 2007 das Internet verdachtsunabhängig überwachen und die so gewonnenen Daten auf Vorrat speichern, haben mit einer Reihe von weiteren Staaten Kooperationen abgeschlossen. In der Presse wurden diese Staaten genannt: Deutschland, die Schweiz und Dänemark, Israel, Schweden, Singapur, Frankreich, Italien und Spanien.

## Five Eyes (UKUSA)
Der britische GCHQ soll sich Zugang zu mehr als 200 Glasfaserkabeln weltweit verschafft haben. Das Datenverarbeitungssystem von GCHQ soll 2012 in der Lage gewesen sein, 600 Millionen Telefon-Ereignisse pro Tag zu verarbeiten. Es wird vermutet, dass hierbei Vodafone Cable, British Telecommunications (BT), Verizon Business, sowie die Netzbetreiber Level 3, Interoute, Viatel und Global Crossing auf Anweisung der britischen Regierung tätig sind.
Damit habe der Geheimdienst theoretisch Zugriff auf Kommunikationsverbindungen zwischen Europa und Nordamerika, über die Seekabel TAT-14 und Atlantic Crossing 1, und innerhalb von Europa, sowie auch in Deutschland. Für die Kommunikation in Europa ist das Seekabel Pan-European-Crossing PEC von Bedeutung. Das Seekabel SEA-ME-WE 3, das von Norddeutschland aus zur Straße von Gibraltar, über Ägypten, Dschibuti (Ostafrika), über Singapur nach Japan und Australien verläuft, ist von Bedeutung für die Kommunikation zwischen Europa, Ostafrika und den asiatischen Pazifikstaaten.
Der australische Nachrichtendienst Defence Signals Directorate hilft im Rahmen der UKUSA-Vereinbarung (Five Eyes) beim Anzapfen des SEA-ME-WE-3-Kabels. Hierbei arbeiten die Geheimdienste von Singapur und Australien zusammen (In Singapur endet das Seekabel SEA-ME-WE-4). In Australien gibt es weitere Überwachungs- und Abhöranlagen, etwa Pine Gap und die Shoal Bay Receiving Station, die mit der NSA Daten austauschen. In Kanada ist das Communications Security Establishment die für diese Aufgaben zuständige Behörde.
Vom Bundesverfassungsschutz wurden im Jahr 2012 657 „Datenübermittlungen“ an britische Geheimdienste getätigt.
Nach den von Snowden veröffentlichten Dokumenten soll es der NSA möglich gewesen sein, Zugang zum Blackberry-Mailsystem zu erlangen. Im Belgacom-Skandal wurde bekannt, dass es dem britischen GCHQ gelang, Zugang zu den zentralen Roaming-Routern von Belgacom zu bekommen, um damit unter anderem Man-in-the-Middle-Angriffe durchzuführen.
Nach Angaben des Nachrichtenmagazins „Der Spiegel“ ist es der NSA auch gelungen, Informationen über das Netzwerkmanagement des Seekabelsystems SEA-ME-WE 4 zu erlangen.

## Zusammenarbeit von Unternehmen und Geheimdiensten
| Unternehmen     | Codename  | Branche           |
| --------------- | --------- | ----------------- |
| British Telecom | Remedy    | Telekommunikation |
| Global Crossing | Pinnage   | Netzbetreiber     |
| Interoute       | Streetcar | Netzbetreiber     |
| Level 3         | Little    | Netzbetreiber     |
| Verizon         | Dacron    | Telekommunikation |
| Viatel          | Vitreous  | Netzbetreiber     |
| Vodafone Cable  | Gerontic  | Telekommunikation |

Anfang August 2013 berichteten die Süddeutsche Zeitung und der NDR nach Einblick in von Edward Snowden bereitgestellte Dokumente, dass US-amerikanische und britische Telekommunikationsunternehmen und Netzbetreiber aufgrund gesetzlicher Anweisung mit nationalen Geheimdiensten zusammenarbeiten, um diesen zu ermöglichen an Daten im Ausland zu gelangen. Einige der Firmen sollen die Geheimdienste auch aktiv unterstützt haben, indem sie gegen Bezahlung Computerprogramme entwickelten, die den Geheimdiensten das Abfangen von Daten aus ihren Netzen erleichtern. Im Jahr 2013 soll die NSA 278 Millionen US-Dollar an US-amerikanische Backbone-Provider für den Zugriff auf deren Infrastruktur gezahlt haben. Weitere 56,6 Millionen US-Dollar sind an ausländische Partner („Foreign Partner Access“) gegangen, wobei es sich dabei um ausländische Unternehmen oder Geheimdienste handelt. US-Unternehmen, die im Rahmen von PRISM mit US-Behörden kooperieren, sollen kein Geld erhalten haben.

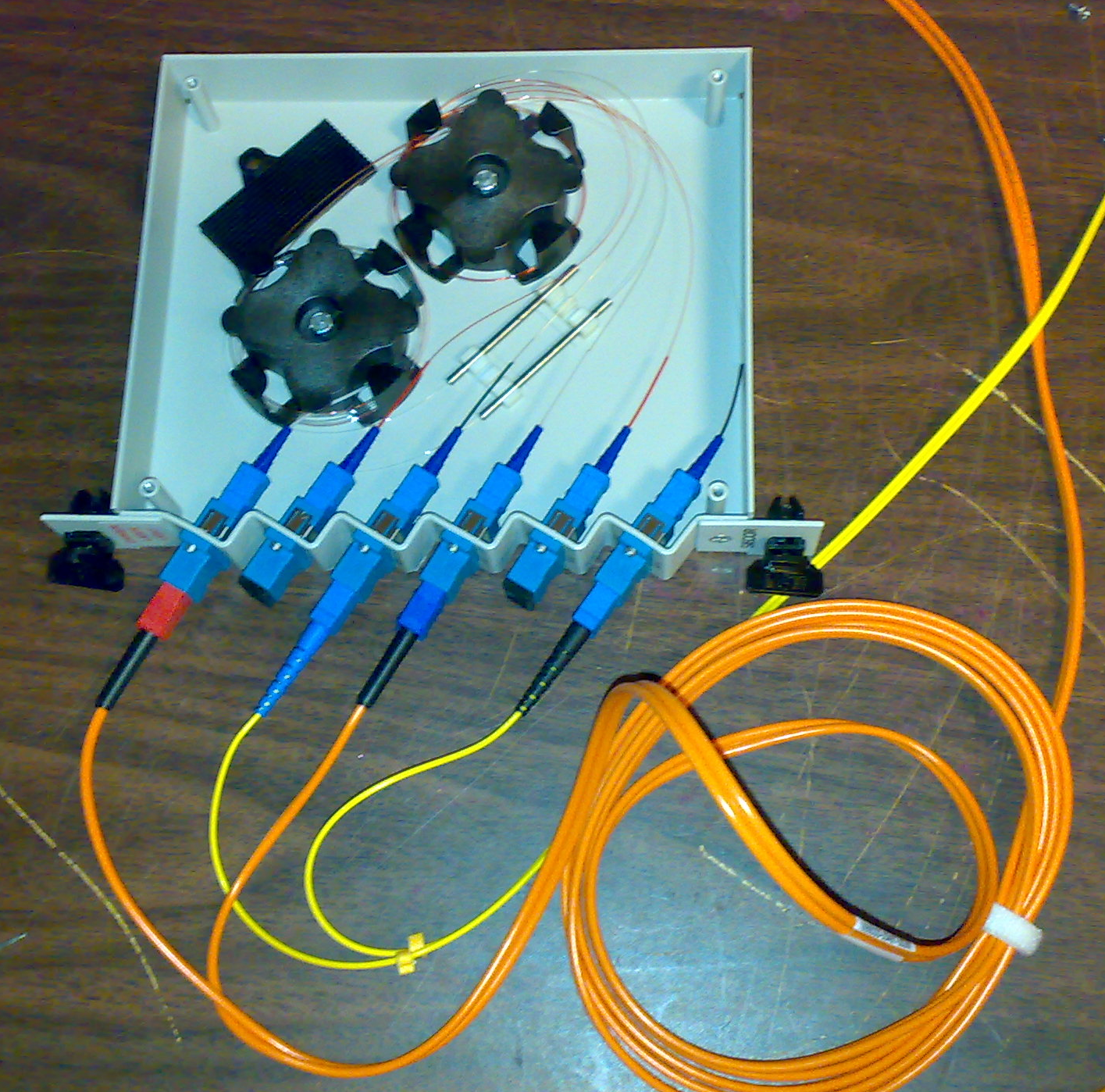
Glasfaser-Test-Access-Port (passive Netzüberwachungskomponente für Datennetze)

Level 3 betreibt in Deutschland mehrere große Rechenzentren und Internet-Knoten. Am 1. August 2013 räumte Level 3 indirekt ein, den amerikanischen Geheimdiensten die Überwachung des weltweit größten Internet-Knotens DE-CIX in Frankfurt am Main zu ermöglichen. Interoute betreibt in Europa 102 sogenannte Point of Presence – allein 15 in Deutschland. Global Crossing kontrolliert ein wichtiges Transatlantikkabel Atlantic Crossing 1, das auf Sylt mit deutschen Netzen verbunden ist. Verizon betreibt die beiden innereuropäischen Unterseekabel Ulysses 1 und 2.
Viatel bestritt zwar, mit dem britischen GCHQ zusammenzuarbeiten, verwies aber gleichzeitig auf Gesetze, die Firmen zur Herausgabe von Informationen und zur Zusammenarbeit mit der Regierung und den Behörden auch unter Geheimhaltung zwingen können. Alle anderen genannten Firmen räumten die Vorwürfe auf Anfrage der Süddeutschen Zeitung indirekt ein.
Aus den Dokumenten von Edward Snowden, die der NDR und die Süddeutsche Zeitung einsehen konnten, soll hervorgehen, dass das GCHQ sich ausdrücklich auch für das „wirtschaftlichen Wohlergehen“ des Vereinigten Königreichs einsetze – staatlich finanzierte Wirtschaftsspionage könnte somit denkbar sein.

## Überwachung des internationalen Zahlungsverkehrs durch die NSA
Ein NSA-Zweig namens „Follow the Money“ ist für das Ausspähen von Finanzdaten zuständig. Die gewonnenen Informationen fließen in eine Finanzdatenbank namens „Tracfin“ und enthielten allein im Jahr 2011 etwa 180 Millionen Datensätze. Bei 84 % der Daten handele es sich um Kreditkartendaten. Ziel seien unter anderem die Transaktionen von Visa-Kunden in Europa, dem Nahen Osten und in Afrika gewesen, heißt es in einer Präsentation. Es gehe weiterhin darum, „die Transaktionsdaten von führenden Kreditkartenunternehmen zu sammeln, zu speichern und zu analysieren.“ Dem brasilianischen Fernsehsender TV Globo zufolge zapft die NSA auch das für den Datenaustausch zwischen Banken genutzte SWIFT-Kommunikationsnetzwerk an. US-Geheimdienstdirektor James Clapper erklärte, es sei „kein Geheimnis, dass die Geheimdienstgemeinschaft Informationen über alle wirtschaftlichen und finanziellen Angelegenheiten und die Finanzierung von Terrorismus sammelt“. Auch ohne die NSA werten amerikanische Behörden europäische Bankdaten via SWIFT aus. Zwischen den USA und der EU gibt es ein entsprechendes Abkommen. Wie die EU-Kommission 2011 einräumte, können die USA auf Überweisungen von einem EU-Land ins andere zugreifen, sofern diese über den FIN-Service des SWIFT-Netzwerks erfolgen. Ein Sprecher des Finanzdienstleisters SWIFT habe dies ebenfalls bestätigt. EU-Innenkommissarin Cecilia Malmström sprach Mitte September 2013 öffentlich von einem möglichen Ende des Bankdaten-Abkommens. Nachdem das Europäische Parlament am 23. Oktober 2013 in einer durch das Plenum angenommenen Resolution eine Aussetzung des Abkommens forderte, behauptete Malmström allerdings, dass das Abkommen einen effektiven Schutz der Rechte der Europäer biete und nicht ausgesetzt werde, obwohl erhebliche Mängel an dem Abkommen bekannt sind.

## Sammeln von E-Mail-Kontaktdaten durch die NSA
Am 15. Oktober veröffentlichte die Washington Post einen auf Snowden-Unterlagen basierenden Bericht, wonach die NSA Kontakte aus Adressbüchern von Online-Diensten sammele. Da dieses Vorgehen in den Vereinigten Staaten nicht erlaubt sei, würde die NSA dazu mit ausländischen Telekommunikationsanbietern kooperieren. Durch das Verknüpfen der Adressbücher sollen Kontaktprofile erstellt werden. Dabei ginge es um Hinweise auf Terroristen, Menschenhändler und Drogenschmuggler, so die Washington Post.

## FoxAcid
FoxAcid ist ein automatisiert ablaufendes Angriffs- und Überwachungs-System der NSA, das weitflächig Personen eigenständig als verdächtig kategorisiert, deren Zielrechner und Telefone auf Sicherheitslücken scannt und auf Basis dieser Analyse mit einer individuell passenden Schadsoftware infiltriert („Tailored Access Operations“).
Die zu diesem Zweck genutzten und offiziell meist unbekannten technischen Schwachstellen stammen direkt von Softwareherstellern und Telefonanbietern und sie werden auch am Schwarzmarkt zugekauft. FoxAcid bezeichnet als Codename auch die geheimen Internetserver auf die User unbemerkt umgeleitet werden, um Browser und Computer zu infizieren und weitere Attacken auszuführen und um so eine langfristige Kompromittierung zu gewährleisten.
Spezielle Cookies, etwa von Google, können den Browser eindeutig identifizieren und werden benutzt, um zielgerichtet Spionagesoftware auf einzelnen Rechnern zu platzieren und diese "per Fernsteuerung auszubeuten".
Um als Angriffsziel identifiziert zu werden, genügt die Verwendung bestimmter Stichworte in der Kommunikation oder der Besuch bestimmter Websites. Nach offiziellen Unterlagen des US-Verteidigungsministeriums werden Proteste in Form von Demonstrationen als "Low Level Terrorism" betrachtet.

## GCHQ überwacht Yahoo-Webcams
Der Guardian veröffentlichte am 27. Februar 2014 einen Artikel, in dem das Spähprogramm Optic Nerve (Sehnerv) des GCHQ offenbart wurde. Demnach speicherte der Geheimdienst die Webcam-Bilder von Millionen Internet-Nutzern – zumindest für den in den Dokumenten belegten Zeitraum 2008 bis 2010. In einem sechsmonatigen Zeitraum des Jahres 2008 sollen weltweit Bilder von 1,8 Millionen Yahoo-Nutzern gespeichert worden sein. Laut dem Bericht ist das GCHQ nicht in der Lage die gesammelten Daten nach Staatsangehörigkeiten – britisch, US-amerikanisch oder Ausländer – differenzieren zu können. Das GCHQ habe zudem großen Wert darauf gelegt, den eigenen Mitarbeitern sexuell-anstößige Bilder vorzuenthalten. Gescheitert sei diese Bemühung daran, dass die automatische Gesichtserkennung Gesichter ob der großen Hautfläche als Geschlechtteil-Fotografien identifiziert habe. Das GCHQ gibt ca. 11 % der Bilder als „unerwünschte Nacktheit“ aus.
Es wird kein Live-Stream der Yahoo-Webcams aufgezeichnet, sondern lediglich 1 Foto alle 5 Minuten gespeichert. Begründet wird dies mit

„Rather than collecting webcam chats in their entirety, the program saved one image every five minutes from the users’ feeds, partly to comply with human rights legislation, and also to avoid overloading GCHQ’s servers.“

„Statt den Webcam-Chat in seiner Gesamtheit aufzuzeichnen, speichert das Programm ein Bild alle fünf Minuten aus dem Datenstrom des Benutzers, um die Richtlinien der Menschenrechtscarta zu respektiern und auch um das Überfüllen der GCHQ-Server zu vermeiden“

 Dies wird in einen ungewohnt scharfen Artikel von Netzpolitik.org massiv kritisiert: „Es gibt Menschenrechts-Gesetzgebung, die nicht verletzt wird, wenn man die Bilder nur alle 5 Minuten aufnimmt? Erstaunlich. Da ist das mit den Servern irgendwie das glaubwürdigere Argument…“ (Kilian Froitzhuber: Netzpolitik.org)
Laut dem Guardian habe sich Yahoo wie folgt geäußert:

„Wir sind uns weder der berichteten Aktivitäten bewusst noch würden wir sie dulden ... Sollte dieser Bericht wahr sein, zeigt er eine neue Stufe der Verletzung der Privatsphäre unserer Nutzer, die vollkommen inakzeptabel ist.“

Yahoo appellierte an die Regierungen weltweit, die Überwachungsgesetze zu reformieren. Seitens des GCHQ erfolgte die bekannte Verlautbarung, wonach man sich nicht zu Aktivisten-Aussagen äußere.